# Excusatio non petita, accusatio manifesta
Excusatio non petita, accusatio manifesta ist eine lateinische Phrase aus dem Mittelalter, wörtlich übersetzt: „Eine unverlangte Entschuldigung (ist) eine offenkundige Anklage.“ Eine freiere Übersetzung wäre: „Wer sich unaufgefordert entschuldigt, klagt sich selbst an“.
Der Satz bedeutet, dass jeder, der für einen Fehler um Entschuldigung bittet, ohne dass sie von ihm verlangt wurde, diesen Fehler damit eingesteht. Eine andere Formulierung desselben Gedankens lautet im Französischen: Qui s’excuse, s’accuse bzw. im Lateinischen: Qui se excusat, se accusat.